# Socialna država
Socialna država je država, ki si za cilj postavlja socialno varnost in socialno pravičnost za vse svoje prebivalce. Pojem zajema normativne in institucionalne ukrepe države ter javno financiranje obvladovanja tistih tveganj, ki ogrožajo socialno varnost prebivalcev. Socialna država s svojo socialno politiko skrbi za družbeno enakost ter preprečuje revščino. 

## Definicije

### Izvor pojma
Pojem socialna država je leta 1894 prvi uporabil avstrijski pravnik in levoliberalni politik Julius Ofner v svojem delu Studien sozialer Jurisprudenz in ga povezal s pojmoma demokracija in pravna država. Pred koncem 19. stoletja je bila socialna varnost stvar posameznika ali družine in ne države. Zaradi preseljevanja v mesta zaradi industrializacije v 19. stoletju je izginila skrb za ostarele in bolne v nekdanjih skupnostih. Socialna beda delavstva v primeru bolezni, poškodb in drugih tveganj je takrat povzročila politično gibanje, ki je državi naložilo nalogo, da sistemsko preprečuje vzroke revščine prebivalstva. 
Sistemi socialne varnosti v državah Evropske unije so del evropskega socialnega modela in temeljijo na dveh zelo različnih pristopih, imenovanih po njunih utemeljiteljih: Bismarckov model in Beveridgeov model. Oba modela sta enakovredna in imata isti namen: preprečevati socialne stiske prebivalstva in s tem revščino. Slovenski sistem je Bismarckovega tipa.

### Bismarckov model oziroma sistem socialnih zavarovanj - socialna država
Bismarckov model je bil najprej vpeljan konec 19. stoletja v nemškem cesarstvu. Takratni nemški kancler Otto von Bismarck ga je utemeljil v svojem govoru v Reichstagu 17. novembra 1881. Poudaril je nalogo države, da »s primerno uporabo javnih institucij in virov pozitivno pripomore k blagostanju vseh svojih članov in zlasti najbolj prikrajšanih članov družbe«. Avstro-ogrska, v kateri smo takrat živeli Slovenci, je sledila nemškemu vzoru že od leta 1889 dalje. Vse od takrat se na našem ozemlju tradicija socialnih zavarovanj ni prekinila kljub menjavam držav in političnih sistemov. Vsaka generacija je sistem nadgradila in izpopolnila. 
Prva značilnost Bismarckovega modela socialne varnosti so obvezna socialna zavarovanja, neposredno vezana na pogodbo o zaposlitvi oziroma na dejavnost samozaposlenega. Pravica do socialne varnosti je torej vezana na zaposlitev. Druga značilnost je, da se sistem financira pretežno s prispevki, ki si jih delita delavec kot zavarovanec in delodajalec. Državni proračun lahko po potrebi ali v nekaterih državah redno prispeva del sredstev. Postopoma so bili v ta sistem socialne varnosti vključene vse kategorije delavcev in poklicnih skupin. Tretja značilnost Bismarckovega sistema (zlasti na področju zdravstvenega zavarovanja) je, da zavarovana oseba prispeva po svojih zmožnostih, a je upravičena v skladu s svojimi potrebami. Prav po tej značilnosti se socialno zavarovanje razlikuje od komercialnega.
Pojem socialna država se v evropskem diskurzu uporablja pogosto kot opis nemškega sistema socialne varnosti (nemško Sozialstaat) v primerjavah z državo blaginje npr. skandinavskega modela. V Bismarckov model socialne varnosti se uvršča večina držav kontinentalne Evrope, kot so na primer Avstrija, Belgija, Francija, Nemčija, Luksemburg in tudi Slovenija ter večina drugih članic EU, včlanjenih po 2004.

### Beveridgeov model oziroma sistem univerzalnega kritja - država blaginje
Lord William Henry Beveridge je bil britanski ekonomist in liberalni politik ter napredni socialni reformist. Leta 1942 je objavil poročilo z naslovom Social Insurance and Allied Services (znano kot Beveridgeovo poročilo), ki je bilo podlaga za vzpostavitev države blaginje (angleško welfare state) po koncu 2. svetovne vojne. Poročilo je opredelilo šest načel, ki naj bodo podlaga sistema socialne varnosti: 1- pavšalni znesek eksistenčnega prejemka, ki zagotavlja dostojni dohodek, 2- pavšalni prispevki – toda zdravstveno varstvo in družinski prejemki se financirajo iz davkov, 3- centralizirana administracija sistema, 4- vključenost celotnega prebivalstva ne glede na zaposlitev, 5- krije vse vrste tveganj, 6- vključitev tega nacionalnega zavarovanja v širši sistem, kjer je naloga ekonomske politike, da zagotavlja polno zaposlenost.
Beveridgeov model temelji na kraju prebivališča in ne na zaposlitvi. To pomeni, da je vključeno celotno prebivalstvo (in ne le aktivni na trgu dela kot velja za socialno državo), zaradi česar se ga označuje kot »univerzalno kritje«. Beveridgeov model socialne varnosti imajo Združeno kraljestvo, Irska, nordijske države in tudi nekatere članice EU, včlanjene po 2004.
Ker država blaginje prebivalcem zagotavlja zgolj razmeroma nizki pavšalni znesek državne zajamčene pokojnine, ki večini ne omogoča, da bi po upokojitvi lahko vzdrževali standard, na katerega so se navadili v svoji aktivni dobi npr. na podlagi precej višje plače, so se sčasoma razvila dodatna pokojninska zavarovanja praviloma na podlagi prostovoljnih pogajanj med socialnimi partnerji, ki jih zato tudi upravljajo. Ta dodatna zavarovanja pa izplačujejo pokojnine, sorazmerne vplačanim prispevkom. 

### Mešani modeli socialne varnosti
Obstajajo tudi države z mešanim modelom socialne varnosti. Španija, Portugalska, Italija in Grčija imajo pokojninsko zavarovanje in univerzalno kritje za zdravstveno varstvo. Nizozemska pa ima obratno kombinacijo.

### Neoliberalistično pojmovanje države kot nasprotje socialni državi in državi blaginje
V času, ko je po drugi svetovni vojni nastajala država blaginje, je kot kritika takšne vloge države začela nastajati ideologija neoliberalizma. Najbolj vplivna utemeljitelja sta bila nobelovca Friedrich Hayek in Milton Friedman. Neoliberalistično socialno politiko sta v 1980-tih letih vodila v ZDA predsednik Ronald Reagan in v Veliki Britaniji Margaret Thatcher. V 21. stoletju je bil privrženec neoliberalistične politike 45. predsednik ZDA Donald Trump. Za neoliberalistično politiko so značilni deregulacija gospodarstva (med drugim oslabitev sindikatov za deregulacijo in fleksibilizacijo trga dela), liberalizacija trgovine in proizvodnje, davčne olajšave za podjetja in ljudi z visokimi dohodki ter privatizacija podjetij v državni lasti in javnih storitev.  
Neoliberalizem tekmovalnost predstavlja kot temeljno lastnost medčloveških odnosov, socialno neenakost pa kot zaželeno. Prizadevanja za družbeno enakost naj bi bila kontraproduktivna in moralno razdiralna. Neoliberalizem temelji na klasičnem liberalnem modelu samo-regulativnega trga. Svobodni trg naj bi omogočal najbolj učinkovito alokacijo virov, zato terja deregulacijo trgovine in kapitala. Vmešavanje države v gospodarstvo in socialne zadeve naj bo zato minimalno, vodenje je potrebno prepustiti trgu. Posameznik ima moč, ker lahko kot potrošnik izbira, kaj bo kupil in s tem vpliva, kaj izbira trg. Zdravstveni in pokojninski zavarovalni sistem naj bosta privatizirana. Če želi zavarovati svojo socialno varnost, naj se zavaruje v komercialnih zavarovanjih. Sam je kriv za lastno revščino, ker ne zna izkoristiti priložnosti na svobodnem trgu in ne okoliščine, kot sta npr. strukturna brezposelnost ali pomanjkljiva izobrazba. Bogastvo posameznikov naj bi na podlagi njihove potrošnje koristilo vsej družbi.   

## Socialna država kot ustavna kategorija
Ustava Republike Slovenije v 2. členu določa, da je Slovenija pravna in socialna država. Ker je socialna država umeščena v začetek ustave, ima naravo temeljne vrednote.  
Načelo socialne države je v Ustavi RS konkretizirano v temeljnih socialnih in ekonomskih pravicah (izbor): pravica do socialne varnosti v 50. členu (»Državljani imajo pod pogoji, določenimi z zakonom, pravico do socialne varnosti, vključno s pravico do pokojnine. Država ureja obvezno zdravstveno, pokojninsko, invalidsko in drugo socialno zavarovanje ter skrbi za njihovo delovanje.«), pravica do zdravstvenega varstva  v 51. členu (»Vsakdo ima pravico do zdravstvenega varstva pod pogoji, ki jih določa zakon.«), pravice invalidov v 52. členu (»Invalidom je v skladu z zakonom zagotovljeno varstvo ter usposabljanje za delo.«). Ustava RS v 57. členu o izobrazbi in šolanju tudi določa: «Izobraževanje je svobodno. Osnovnošolsko izobraževanje je obvezno in se financira iz javnih sredstev. Država ustvarja možnosti, da si državljani lahko pridobijo ustrezno izobrazbo.«
Država je dolžna temeljne socialne pravice udejanjiti s sprejemom ustreznih predpisov in z ustanovitvijo institucij, ki izvajajo socialna zavarovanja.

## Solidarnost kot sistemski pristop socialnih zavarovanj
Temeljna vrednota socialne države je solidarnost. V socialni državi so državljani solidarni drug z drugim, saj je življenje v isti državi tista okoliščina, ki jim je skupna in vpliva na njihovo podobno usodo. Solidarno preprečujejo revščino, saj ta na različne načine škodi vsem in ne le revnim.
Načelo solidarnosti je sistemski pristop socialnih zavarovanj, ki se udejanja z naslednjimi sistemskimi ureditvami:
1. Zgolj en nosilec socialnega zavarovanja za vso državo: Po osamosvojitvi Slovenije je bil za vsako vrsto socialnega zavarovanja z zakoni določen po en sam nosilec/izvajalec, ker se je izkazalo, da manjše zavarovalne skupnosti, kakršne so delovale pred 1991 (samoupravne interesne skupnosti), niso dovolj velike, da bi v kriznih razmerah zmogle prebivalstvu zagotoviti socialno varnost.
2. Zavarovanje je obvezno za vse, aktivne na trgu dela: Plačilo za delo na podlagi delovnega razmerja ali opravljanje samostojne dejavnosti je legalno zgolj na podlagi prijave v vsa socialna zavarovanja pri Zavodu za zdravstveno zavarovanje Slovenije. Zakon o preprečevanju dela na črno[6] določa globe za delo na črno. Nekoliko drugačna je ureditev pri zdravstvenem zavarovanju. Zakon o zdravstvenem varstvu in zdravstvenem zavarovanju[7] določa obveznost zavarovanja tudi za kategorije prebivalstva, ki niso aktivne na trgu dela (npr. brezposelne osebe z denarnim nadomestilom, vrhunski športniki, upravičenci do starševskih nadomestil, priporniki, obsojenci, vojaški obvezniki, prejemniki trajne socialne denarne pomoči, državljani in tujci s priznano pravico do plačila prispevka), tako da je kot zavarovanec ali kot po njem zavarovana oseba (na primer otroci) zdravstveno zavarovano celotno prebivalstvo.  Na podlagi solidarnosti so lahko tudi v obvezno pokojninsko zavarovanje vključene nekatere kategorije ljudi, ki niso aktivne na trgu dela. Da si pridobijo pokojninsko dobo, lahko prostovoljno vstopijo v obvezno pokojninsko zavarovanje in plačujejo predpisane prispevke osebe s stalnim bivališčem v Republiki Sloveniji, stare najmanj 15 let (praviloma dolgotrajno brezposelni). Za invalidnost in smrt, ki je posledica poškodbe pri delu ali poklicne bolezni, pa so obvezno invalidsko zavarovani npr. dijaki in študenti ter drugi mladostniki pri praktičnem pouku ter osebe na nekaterih organiziranih aktivnostih (zaporniki, mladinski tabori, rezervna sestava vojske in policije, prostovoljni gasilci, gorski reševalci, organizirana športna dejavnost…). Pavšalne prispevke zanje plačujejo organizatorji tega dela.
3. Nadzor nad finančno disciplino pri plačevanju prispevkov: Finančna uprava Republike Slovenije nadzira zakonitost nakazovanja prispevkov, saj bi izmikanje plačilu in delo na črno ogrozilo finančno vzdržnost socialnih zavarovanj in s tem socialne varnosti prebivalstva.
4. Prispevek zavarovanca in prispevek delodajalca: Temeljni predpisi posameznih vrst socialnih zavarovanj določajo financiranje pravic s plačilom prispevka zavarovanca in prispevka delodajalca, ki se plačujeta od in na bruto plačo zaposlenega oziroma od in na zavarovalno osnovo samozaposlenega. Država in lokalna skupnost lahko z zakonom prevzameta plačilo prispevka za ranljivo kategorijo prebivalstva (na primer prispevek delodajalca za kmete, za prejemnike starševskih nadomestil, za duševno in telesno prizadete, za prejemnike trajnih socialnih pomoči, za vojaške obveznike) in kritje morebitnega primanjkljaja odhodkov nad prihodki (npr. pokojninsko zavarovanje). V slovenskih socialnih zavarovanjih (razen v pokojninskem za samozaposlene, družbenike in kmete) ni najvišje zavarovalne osnove za plačilo prispevkov (tako imenovana socialna kapica), določena pa je najnižja osnova za obračun prispevkov (znesek 60 % zadnje znane povprečne letne plače).
5. Prispevek po zmožnostih, pravice po potrebah: Zakon o prispevkih za socialno varnost[8] določa prispevne stopnje za vse zvrsti socialnega zavarovanja. Prispevki, odmerjeni z isto prispevno stopnjo od različno visoke plače ali zavarovalne osnove, pomenijo nominalno različen znesek prispevka[9]. Različno visoki vplačani prispevki se odražajo na različno visokih zneskih pravic za socialno varnost (npr. nadomestilo plače za čas bolniške odsotnosti z dela ali pokojnina). Na podlagi solidarnosti pa ne vplivajo na upravičenost do enakega standarda drugih pravic ne glede, koliko te stanejo (npr. do enakih zdravstvenih storitev, do zdravil, medicinskih pripomočkov…).
6. Najnižja zajamčena višina zneska pravic za socialno varnost: Temeljni zakoni posameznih zvrsti socialnih zavarovanj z namenom preprečevanja revščine določajo zajamčene najnižje zneske pravic do socialne varnosti (npr. zajamčena višina pokojnine ali nadomestila plače), čeprav sicer v obveznem socialnem zavarovanju velja načelo, da so posameznikove pravice sorazmerne vplačanim prispevkom. Za nekatere pravice pa je določena najvišja možna odmera (pokojnina, nadomestilo plače).
7. Prerazporejanje sredstev znotraj javnih blagajn socialnih zavarovanj: Omogoča izplačevanje najnižjih zajamčenih zneskov pravic za socialno varnost. Prispevki se vplačujejo na skupne račune socialnih zavarovanj in ne na osebne račune zavarovancev, kar omogoča solidarno prerazporejanje sredstev od tistih z višjimi k tistim z nižjimi vplačanimi prispevki in v obveznem zdravstvenem zavarovanju od zdravih k bolnim.

## Obvezno zavarovana tveganja za socialno varnost prebivalstva
Tveganja za socialno varnost prebivalstva, ki so zavarovana z obveznimi socialnimi zavarovanji, so: izguba dohodka zaradi bolezni, poškodbe, poklicne bolezni, poškodbe pri delu, invalidnosti, starosti, brezposelnosti, rojstva otroka in zaradi smrti osebe, ki je preživljala ostale družinske člane, ter potreba po pomoči in postrežbi pri opravljanju osnovnih življenjskih funkcij.

### Obvezno pokojninsko-invalidsko zavarovanje
Zavarovano tveganje: starost, delovna invalidnost zaradi bolezni, poškodbe, poklicne bolezni ali poškodbe pri delu, smrt osebe, ki preživlja družinske člane, telesna okvara, potreba po pomoči in postrežbi pri opravljanju osnovnih življenjskih funkcij
Pristojno: Ministrstvo za delo, družino, socialne zadeve in enake možnosti (MDDSZ)
Temeljni predpis: Zakon o pokojninskem in invalidskem zavarovanju (ZPIZ-2)
Financiranje: prispevek zavarovanca, prispevek delodajalca, pavšalni prispevki za invalidsko zavarovanje za tiste kategorije zavarovancev, ki niso aktivne na trgu dela, proračun redno krije primanjkljaj
Nosilec zavarovanja: Zavod za pokojninsko in invalidsko zavarovanje Slovenije (ZPIZ)
Pravice: starostna pokojnina, predčasna pokojnina, invalidska pokojnina, vdovska pokojnina, družinska pokojnina, letni dodatek, dodatek za pomoč in postrežbo, denarna nadomestila plače delovnih invalidov, invalidnina, poklicna rehabilitacija delovnega invalida in pravica do prilagoditve delovnih prostorov in sredstev, premestitev delovnega invalida na ustrezno delovno mesto

### Poklicno zavarovanje
Zavarovano tveganje: potreba po predčasni upokojitvi zaradi težkega in škodljivega dela in kadar dela po določeni starosti ni več mogoče varno opravljati
Pristojno: Ministrstvo za delo, družino, socialne zadeve in enake možnosti (MDDSZ)
Temeljni predpis: Zakon o pokojninskem in invalidskem zavarovanju (ZPIZ-2), Pokojninski načrt poklicnega zavarovanja
Financiranje: prispevek delodajalca, solidarnostne rezerve
Nosilec zavarovanja: Sklad obveznega dodatnega pokojninskega zavarovanja pri Kapitalski družbi 
Pravice: poklicna pokojnina, dodana doba

### Obvezno zdravstveno zavarovanje
Zavarovano tveganje: bolezen, poškodba, poklicna bolezen, poškodba pri delu
Pristojno: Ministrstvo za zdravje
Temeljni predpis: Zakon o zdravstvenem varstvu in zdravstvenem zavarovanju (ZZVZZ), Pravila obveznega zdravstvenega zavarovanja
Financiranje: prispevek zavarovanca, prispevek delodajalca, prispevek delodajalca za zavarovanje poklicne bolezni in poškodbe pri delu
Nosilec zavarovanja: Zavod za zdravstveno zavarovanje Slovenije (ZZZS)
Izvajalci storitev: javna zdravstvena mreža, v kateri so javni zavodi in koncesionarji
Pravice: zdravstvene storitve na primarni ravni, specialistično zdravljenje, bolnišnično zdravljenje, zdraviliško zdravljenje, zdravila, določena dietna živila, medicinski pripomočki, denarno nadomestilo v času bolniške odsotnosti z dela, pod določenimi pogoji potni in stroški bivanja v zvezi z zdravstveno storitvijo

### Obvezno zavarovanje za primer brezposelnosti
Zavarovano tveganje: brezposelnost
Pristojno: Ministrstvo za delo, družino, socialne zadeve in enake možnosti (MDDSZ)
Temeljni predpis: Zakon o urejanju trga dela (ZUTD), Zakon o zaposlitveni rehabilitaciji in zaposlovanju invalidov (ZZRIZ)
Financiranje: prispevek zavarovanca, prispevek delodajalca, proračunska sredstva, za zaposlovanje invalidov tudi prispevek delodajalca zaradi nedoseganja predpisane kvote zaposlenih invalidov
Nosilec zavarovanja: Zavod Republike Slovenije za zaposlovanje (ZRSZ), Javni štipendijski, razvojni, invalidski, in preživninski sklad Republike Slovenije
Pravice: javna služba na področju zaposlovanja in ukrepov aktivne politike zaposlovanja (APZ), denarni prejemki in stroški v času vključenosti v ukrepe APZ, pravica do denarnega nadomestila za primer brezposelnosti, pravica do plačila prispevkov za obvezna socialna zavarovanja, pravica do plačila prispevkov za pokojninsko in invalidsko zavarovanje eno leto pred izpolnitvijo minimalnih pogojev za pridobitev pravice do starostne pokojnine po predpisih o pokojninskem in invalidskem zavarovanju, pravica invalidne osebe do storitev zaposlitvene rehabilitacije in do povezanih denarnih prejemkov, olajšave za invalidska podjetja

### Zavarovanje za starševsko varstvo
Zavarovano tveganje: rojstvo otroka
Pristojno: Ministrstvo za delo, družino, socialne zadeve in enake možnosti (MDDSZ)
Temeljni predpis: Zakon o starševskem varstvu in družinskih prejemkih(ZSDP-1), 
Financiranje: prispevek zavarovanca, prispevek delodajalca, ki se plačujeta v proračun, proračunska sredstva
Nosilec dejavnosti: centri za socialno delo
Pravice:
1. Pravice iz zavarovanja: materinski dopust, očetovski dopust, starševski dopust,  nadomestilo, pravica do krajšega delovnega časa in pravica do plačila prispevkov za socialno varnost zaradi starševstva, pravica do plačila prispevkov za socialno varnost v primeru štirih ali več otrok, nadomestilo v času odmora za dojenje in pravica do plačila prispevkov za socialno varnost v času odmora za dojenje,
2. Pravice do družinskih prejemkov: starševski dodatek, pomoč ob rojstvu otroka, otroški dodatek, dodatek za veliko družino, dodatek za nego otroka, delno plačilo za izgubljeni dohodek, otroški dodatek

### Zavarovanje za dolgotrajno oskrbo
Zavarovano tveganje: Oseba zaradi posledic bolezni, starostne oslabelosti, poškodb, invalidnosti, pomanjkanja ali izgube intelektualnih sposobnosti potrebuje pomoč drugih oseb pri opravljanju osnovnih in podpornih dnevnih opravil, v daljšem časovnem obdobju, ki ni krajše od treh mesecev, ali trajno.
Pristojno: Ministrstvo za solidarno prihodnost
Temeljni predpis:  Zakon o dolgotrajni oskrbi (ZDOsk-1), sprejet 17. 7. 2023
Financiranje: prispevki obveznega zavarovanja za dolgotrajno oskrbo (od 1. 7. 2025 dalje), sredstva državnega proračuna (190 milijonov eurov letno), lastna udeležba uporabnika v višini 10 % vrednosti nedenarne storitve dolgotrajne oskrbe po ZDOsk-1 (od 1. 1. 2028 dalje)
Nosilec zavarovanja:  Zavod za zdravstveno zavarovanje Slovenije (ZZZS). Vstopna točka za uveljavitev pravice do dolgotrajne oskrbe pa je krajevno pristojni center za socialno delo, ki izvaja strokovne in upravno administrativne naloge v zvezi z uveljavljanjem pravic zavarovanih oseb za dolgotrajno oskrbo. 
Zavarovanci: Zavarovane osebe za dolgotrajno oskrbo na podlagi ZDOsk-1 so zavarovanci za dolgotrajno oskrbo in njihovi družinski člani, če so dopolnili starost 18 let. Zavarovanci za dolgotrajno oskrbo so zavarovanci za obvezno zdravstveno zavarovanje za primer bolezni in poškodbe izven dela na podlagi predpisov, ki urejajo obvezno zdravstveno zavarovanje, ali drugih predpisov. Zavarovana oseba ima pravico do dolgotrajne oskrbe, če ima lastnost zavarovane osebe v obveznem zavarovanju za dolgotrajno oskrbo vsaj 24 mesecev v obdobju zadnjih 36 mesecev pred uveljavljanjem pravice, ima stalno ali začasno prebivališče v Republiki Sloveniji in se na podlagi ocene upravičenosti po ocenjevalni lestvici uvrsti v kategorijo dolgotrajne oskrbe:
1. kategorija – lažja omejitev samostojnosti ali sposobnosti samooskrbe;
2. kategorija – zmerna omejitev samostojnosti ali sposobnosti samooskrbe;
3. kategorija – težja omejitev samostojnosti ali sposobnosti samooskrbe;
4. kategorija – težka omejitev samostojnosti ali sposobnosti samooskrbe;
5. kategorija – najtežja omejitev samostojnosti ali sposobnosti samooskrbe.

Izvajalci storitev: javni zavodi in koncesionarji kot javna služba v javni mreži, ki je opredeljena v nacionalnem programu dolgotrajne oskrbe upoštevajoč skupno število prebivalcev, število prebivalcev nad 65 let in nad 80 let, oceno števila prebivalcev nad 65 in nad 80 let, ki potrebujejo dolgotrajno oskrbo, oceno števila prebivalcev pod 65 let, ki potrebujejo dolgotrajno oskrbo, značaj naselij in gostota poselitve ter dostopnost do različnih načinov opravljanja dolgotrajne oskrbe. Javno mrežo v sodelovanju razvijejo Republika Slovenija in občine (dolgotrajna oskrba na domu). 
Pravice: Posamezne pravice in elementi sistema se začno postopoma uveljavljati na različne datume od 1. 1. 2024 do 1. 12. 2025.
1. nedenarne pravice (celodnevna dolgotrajna oskrba v instituciji ali dnevna dolgotrajna oskrba ali dolgotrajna oskrba na domu ali oskrbovalec družinskega člana);
2. denarne pravice (denarni prejemek glede na kategorijo dolgotrajne oskrbe od 89 do 491 eurov mesečno in začasni denarni prejemek, če zaradi zasedenosti zmogljivosti izvajalca ni možno koristiti nedenarne pravice);
3. dodatne pravice (storitev za krepitev in ohranjanje samostojnosti ter sofinanciranje storitev e-oskrbe);

OPOMBI: 
1. Strošek nastanitve in prehrane pri izvajalcu dolgotrajne oskrbe ni pravica in se zaračuna po veljavnem ceniku. Oprostitev plačila določa zakon, ki ureja socialno varstvo.
2. Upravičenci do dodatka za pomoč in postrežbo na podlagi ZPIZ-2 in drugih do uveljavitve ZDOsk-1 veljavnih predpisov lahko to pravico obdržijo do izteka pravice oziroma do koriščenja pravice po ZDOsk-1.

## Sistemski izzivi na področju socialnih zavarovanj in reforme
Socialna zavarovanja so poleg državnega proračuna največji javno-finančni porabniki. Ta bremena javnih financ se zaostrujejo zaradi demografskih sprememb, kakršno je staranje prebivalstva in zaradi brezposelnosti. Predpisi o socialnih zavarovanjih se zato vse pogosteje spreminjajo v reformah. Poleg pokojninske in zdravstvene reforme se najpogosteje razpravlja o uvedbi socialnega zavarovanja za dolgotrajno oskrbo. V javnem diskurzu so bili tudi npr. neuveljavljeni predlogi za uvedbo naložbenega obveznega pokojninskega zavarovanja (1999), za nadomestitev skupne pokojninske javne blagajne z osebnimi pokojninskimi računi (2010), za ukinitev dopolnilnega zdravstvenega zavarovanja (2018), za prenos zdravstvenega zavarovanja na komercialne zavarovalnice (2020), za uvedbo socialne kapice (2021). Ustavno sodišče se je opredeljevalo do tako imenovane izvotlitve pravic in do razlikovanja med uveljavljenimi pravicami in pravicami v nastajanju. Vlada za sprejemljivost reform socialnih zavarovanj v socialnem dialogu na nacionalni ravni pridobiva soglasje obojnih socialnih partnerjev, ki zastopajo interese plačevalcev prispevkov.

### Poklicno zavarovanje
V skladu z zakonom ZPIZ-2 se pripravlja revizija seznama delovnih mest, na katerih je obvezno poklicno zavarovanje. Revizija naj bi bila potrebna zaradi manjših obremenitev na teh delovnih mestih kot posledica tehnološkega napredka in boljše varnosti in zdravja pri delu. 

### Pokojninsko zavarovanje
Julija 2023 je Ministrstvo za delo, družino in socialne zadeve medijem in socialnim partnerjem predstavilo Izhodišča za spremembe pokojninskega in invalidskega zavarovanja (PIZ). V skladu z Načrtom za okrevanje in odpornost naj bi bil novi zakon sprejet do 31. 12. 2024.  
OECD opozarja, da se v Sloveniji zaradi radodarnosti slovenskega pokojninskega sistema ter nizke stopnje zaposlenosti starejših delavcev pričakuje v obdobju do 2050 v EU največji porast deleža v BDP za obveznosti za izplačilo pokojnin. Februarja 2022 je zato OECD pripravila priporočila za nadaljnjo reformo slovenskega pokojninskega sistema (izbor): poenostavitev upokojitvenih pogojev, višanje upokojitvenih pogojev vezano na daljšanje pričakovane povprečne dolžine življenja,  odpravi se naj olajšave na račun otrok, odmera pokojninske osnove od prispevkov na bruto plače v celotni pokojninski dobi za uravnoteženost med vplačanimi prispevki in pokojninskimi pravicami, ločitev starostnega pokojninskega zavarovanja od invalidskega zavarovanja, po dopolnitvi polnih upokojitvenih pogojev naj bo omogočeno hkratno prejemanje polne pokojnine in aktivno delo na trgu dela, dvig zavarovalne osnove za samozaposlene, da se izenači s prispevki delavca, zniža se naj formula za usklajevanje pokojnin, nizke pokojnine se naj dopolnjuje s socialnimi pomočmi, odmerjenimi v višjem znesku glede na dolžino pokojninske dobe, večja pokritost aktivnega prebivalstva v drugem pokojninskem stebru.  

### Invalidsko in zdravstveno zavarovanje
Julija 2023 je Ministrstvo za delo, družino in socialne zadeve medijem in socialnim partnerjem predstavilo Izhodišča za spremembe pokojninskega in invalidskega zavarovanja (PIZ), ki napoveduje tudi reformo invalidskega zavarovanja. V skladu z Načrtom za okrevanje in odpornost naj bi bil novi zakon sprejet do 31. 12. 2024.    
OECD je februarja 2022 pripravilo priporočila Sloveniji za reformo invalidskega in zdravstvenega zavarovanja. Ocenila je, da so ključni izzivi velikodušna nadomestila plače v času bolniške odsotnosti z dela (so previsoka in časovno niso omejena), nepovezanost invalidskega in zdravstvenega zavarovanja, pozna aktivacija invalidnih oseb in oseb z dolgotrajno boleznijo, prezgoden izstop starejših iz trga dela, pozno vključevanje delodajalcev v postopek poklicne rehabilitacije ter socializacija posledic poškodb pri delu in poklicnih bolezni. OECD zato Sloveniji priporoča enotni izvedenski organ za vse veje socialnega zavarovanja, poenotenje pravic iz različnih vej socialnega zavarovanja, čim bolj zgodnjo medicinsko in poklicno rehabilitacijo, zgodnje in redne stike med delodajalcem in delavcem na dolgotrajni bolniški za zgodnjo vrnitev na delo, reformo vloge medicine dela, časovno omejitev trajanja pravice do nadomestila v času bolniške odsotnosti, ekonomske spodbude za preprečevanje poškodb pri delu in poklicnih bolezni ter poenostavitev pravic iz invalidskega zavarovanja.    

## Drugi sistemi, s katerimi država preprečuje revščino in omogoča družbeno enakost

### Šolski sistem
Tveganje: neenake možnosti otrok iz vseh socialnih okolij
Cilj sistema vzgoje in izobraževanja v Republiki Sloveniji je optimalni razvoj posameznika ne glede na osebne okoliščine ter zagotavljanje kakovostne izobrazbe. Državljani Republike Slovenije imajo pravico do vseh vrst izobraževanja pod enakimi pogoji. Osnovnošolsko izobraževanje je obvezno in se financira iz javnih sredstev. Slovenski šolski sistem je razdeljen v primarno, sekundarno in terciarno izobraževanje. Primarno izvajajo javni in zasebni vrtci, osnovne šole, osnovne šole s prilagojenim programom, glasbene šole ter zavodi za vzgojo in izobraževanje otrok s posebnimi potrebami. Odrasli lahko osnovnošolsko izobrazbo pridobijo v institucijah, ki izvajajo osnovnošolsko izobraževanje za odrasle.  Sekundarno izobraževanje izvajajo gimnazije in srednje šole. Deli se na splošno, poklicno tehnično ter srednje strokovno in tehniško izobraževanje. Terciarno izobraževanje je sestavljeno iz višješolskega strokovnega izobraževanja in visokošolskega izobraževanja. Višješolsko strokovno izobraževanje izvajajo višje strokovne šole, visokošolsko izobraževanje pa izvajajo fakultete, akademije in samostojni visokošolski zavodi.
Pristojno: Ministrstvo za izobraževanje, znanost in šport
Izvajalci: institucije s področja vzgoje in izobraževanja
Financiranje: država, lokalne skupnosti
Temeljni predpisi (izbor): Zakon o organizaciji in financiranju vzgoje in izobraževanja (ZOFVI), Zakon o vrtcih (ZVrt), Zakon o osnovni šoli (ZOsn), Zakon o gimnazijah (ZGim), Zakon o poklicnem in strokovnem izobraževanju (ZPSI-1), Zakon o višjem strokovnem izobraževanju (ZVSI), Zakon o visokem šolstvu (ZVis), Zakon o izobraževanju odraslih (ZIO-1), Zakon o slovenskem ogrodju kvalifikacij (ZSOK)
Pravice: znižanje plačila v vrtcih, izobraževanje po akreditiranih programih, potrdilo o pridobljeni izobrazbi, državna štipendija, regresirana šolska/študentska prehrana, študentski domovi, sistematični zdravstveni pregled, brezplačen prevoz do šole nad 4 km...

### Minimalna plača
Tveganje: revščina kljub polni zaposlitvi
Država z metodologijo na podlagi Zakona o socialno varstvenih prejemkih določi kratkoročne minimalne življenjske stroške, ki se štejejo kot sredstva za zadovoljevanje minimalnih življenjskih potreb v višini, ki omogoča preživetje. Minister, pristojen za delo, po posvetovanju s socialnimi partnerji v Ekonomsko-socialnem svetu na tej podlagi v Uradnem listu RS objavi znesek mesečne minimalne plače v višini tega zneska, povišanega za 20 % do 40 %, h kateremu se prišteje še znesek davkov in prispevkov (brez olajšav za vzdrževane družinske člane). V letu 2022 znaša minimalna bruto plača 1.074,43 eura.
Pristojno: Ministrstvo za delo, družino, socialne zadeve in enake možnosti
Temeljni predpis: Zakon o minimalni plači (ZMinP), Zakon o socialno varstvenih prejemkih (ZSVarPre)
Izvajalci: delodajalec pri izplačilu plač
Pravica: Delavec je upravičen do plačila za opravljeno delo najmanj v višini minimalne plače, če pri delodajalcu v Republiki Sloveniji dela poln delovni čas. V primeru krajšega delovnega časa od polnega mu pripada najmanj sorazmerni del minimalne plače. Upravičen je dodatno tudi do vseh dodatkov k plači, določenih z zakoni in drugimi predpisi ter s kolektivnimi pogodbami ter do dela plače za delovno uspešnost in do plačila za poslovno uspešnost, dogovorjenega s kolektivno pogodbo ali pogodbo o zaposlitvi. Poleg tega je upravičen tudi do povračil stroškov, ki mu jih je delodajalec dolžan izplačati (povračilo stroškov za prehrano med delom, za prevoz na delo in z dela, stroškov na službenem potovanju), kot tudi do drugih prejemkov iz delovnega razmerja (regres za letni dopust, odpravnine, jubilejne nagrade).  

### Dohodnina
Tveganje:  dohodkovna neenakost 
Davčni sistem ima vpliv na dohodkovno neenakost med prebivalstvom. Posamezniki z višjimi dohodki plačujejo več davkov, kar zmanjšuje neenakost. Dohodnina je davek od dohodkov fizičnih oseb in je prihodek državnega proračuna. Za koledarsko leto jo morajo plačevati rezidenti v Sloveniji od vseh dohodkov z virom v in izven Slovenije in nerezidenti od dohodkov, katerih vir je v Sloveniji. Zakon določa progresivno obdavčitev glede na obseg letnih dohodkov - dohodninske razrede (16 %, 26 %, 33 %, 39 % in 50 %). Določa tudi olajšave in oprostitve plačevanja dohodnine od nekaterih dohodkov (na primer socialno-varstveni prejemki, dohodki iz naslova starševskega varstva in zavarovanja za primer brezposelnosti, invalidnine in dodatka za pomoč in postrežbo, štipendije, regresirana šolska prehrana, šolnina, odškodnine, preživnine, prispevki in premije za socialno varnost, povračila stroškov v zvezi z delovnim razmerjem, olajšave za zaposlovanje mladih in invalidov…). 
Pristojno: Ministrstvo za finance (MF)
Temeljni predpisi: Zakon o dohodnini (ZDoh-2)
Izvajalec dejavnosti: Finančna uprava Republike Slovenije
Pravice: obdavčitev glede na dohodninski razred, oprostitve in olajšave pri plačevanju dohodnine na podlagi socialnega statusa, splošna olajšava za zmanjšanje letne davčne osnove, osebna olajšava (npr. invalidom in prejemnikom pokojnine), posebne olajšave za vzdrževane družinske člane, pet stopenj dohodnine glede na obseg letne davčne osnove

### Socialno varstvo
Tveganje: revščina, socialna izključenost
Socialna država poleg socialnih zavarovanj organizira tudi mrežo javne službe za učinkovito opravljanje dejavnosti socialnega varstva za zadovoljevanje socialno-varstvenih potreb in interesov prebivalstva. Posameznikom, družinam in nekaterim skupinam prebivalstva naj bi zagotavljala določeno stopnjo materialne in socialne varnosti. V Sloveniji je to načelo udejanjeno z organizacijsko strukturo centrov za socialno delo in ustreznimi socialno-varstvenimi predpisi.
Pristojno: Ministrstvo za delo, družino, socialne zadeve in enake možnosti (MDDSZ)
Temeljni predpisi: Zakon o socialnem varstvu (ZSV), Zakon o socialno varstvenih prejemkih (ZSVarPre), Zakon o uveljavljanju pravic iz javnih sredstev (ZUPJS) 
Financiranje: proračun/davki
Izvajalec dejavnosti: centri za socialno delo
Pravice: storitve, namenjene odpravljanju socialnih stisk in težav, družinski pomočnik, denarna socialna pomoč, izredna denarna socialna pomoč, varstveni dodatek, dodatek za pomoč in postrežbo, mreža domov za institucionalno varstvo starejših, centri in zavetišča za brezdomce, krizni centri za žrtve nasilja, varne hiše, materinski domovi...